# Método do Anel de Du Noüy

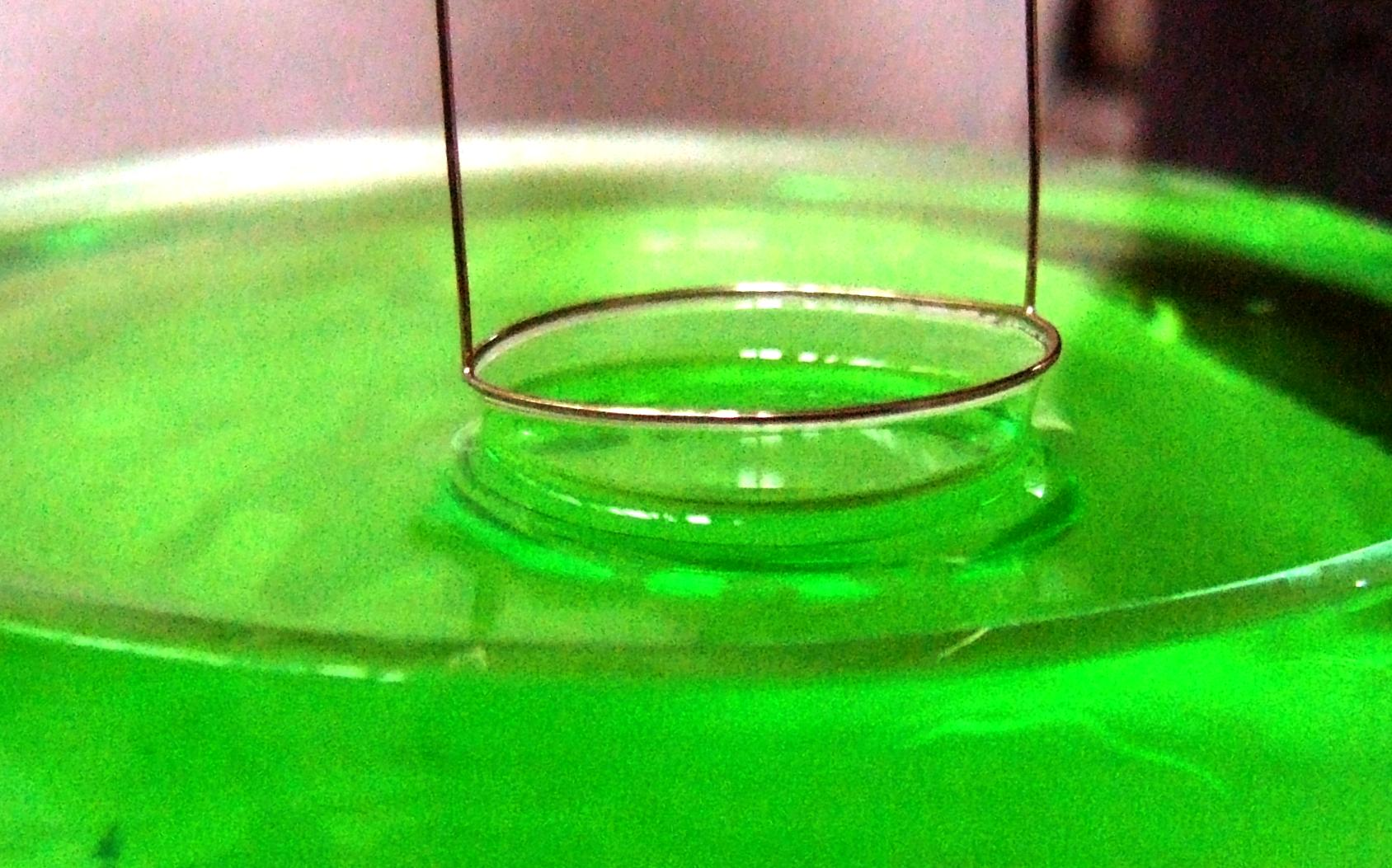
Anel de um tensiômetro de Du Nouy

O método do anel de Du Noüy é uma técnica amplamente utilizada para medir a tensão superficial e interfacial de líquidos. Este método envolve a utilização de um anel que é submerso no líquido e, em seguida, puxado para cima, medindo a força necessária para romper a película líquida.

## Tensão superficial
A tensão superficial é a força que atua na superfície de um líquido, resultante da atração das moléculas do líquido entre si. As moléculas na superfície experimentam uma força de coesão mais forte, pois não estão completamente cercadas por outras moléculas de líquido, como acontece no interior do fluido. Isso faz com que a superfície do líquido se comporte de maneira similar a uma película elástica, e a tensão superficial é responsável por fenômenos como a formação de gotas e a capacidade de certos insetos caminharem sobre a água.

## Tensiômetro
Um tensiômetro é um instrumento utilizado para medir a tensão superficial e interfacial de líquidos. Ele pode ser projetado de várias formas, como o método de anel de Du Noüy, que utiliza um anel de metal para medir a força de ruptura da superfície do líquido. Além disso, os tensiômetros podem ser utilizados para determinar outras propriedades, como a interação entre líquidos e sólidos ou entre diferentes líquidos em contato, e são amplamente utilizados em diversas áreas, como a pesquisa de materiais, a formulação de produtos químicos e a análise de emulsões e dispersões.

### Aplicações e precisão
- Soluções de Surfactantes: A aplicação do método do anel de Du Noüy em soluções de surfactantes pode levar a erros substanciais se as condições convencionais forem seguidas. Esses erros estão relacionados a fenômenos desconhecidos que ocorrem durante a elevação do anel, como a influência da parede hidrofílica do recipiente e o estiramento da superfície da solução. No entanto, condições específicas podem ser adotadas para eliminar esses erros e permitir medições precisas.[2]
- Líquidos Parcialmente Miscíveis: O método é eficaz para medir a tensão interfacial em sistemas binários de líquidos parcialmente miscíveis, especialmente próximo à temperatura crítica de ponto de consolidação. A reprodutibilidade das medições é alta, com uma precisão de 0.002 mN/m, validando o procedimento de correção atual.[3]
- Soluções de Biopolímeros: A tensão superficial de soluções de biopolímeros medida pelo método do anel de Du Noüy tende a aumentar com a concentração do biopolímero, em contraste com métodos de peso de gota que mostram uma tendência oposta. A discrepância pode ser atribuída aos fatores de correção e à viscosidade da solução.[4]
- Otimização de Separação Óleo-Água: A otimização da separação óleo-água é fundamental no tratamento de emulsões presentes no petróleo cru, e para isso, o tensiômetro de gota desempenha um papel crucial. Esse equipamento é utilizado para medir a tensão interfacial entre o óleo e a água, permitindo avaliar e ajustar com precisão o uso de surfactantes ou desmulsificantes. Essa medição é essencial para aumentar a eficiência do processo de separação, reduzir os custos operacionais ao definir a quantidade ideal de aditivos químicos e, consequentemente, melhorar a qualidade do petróleo processado para as etapas seguintes de refino.[5]

## Desafios e limitações
- Medidas em Sputum: A medição da tensão superficial do sputum com o método do anel de Du Noüy não é prática devido à necessidade de uma superfície plana geométrica, o que o sputum não possui. Além disso, é questionável se métodos mais apropriados mediriam a tensão superficial da saliva sobrejacente em vez do segredo brônquico.[6]
- Efeitos da Parede: A teoria rigorosa dos efeitos da parede no tensiômetro de anel de Du Noüy foi desenvolvida e comparada com medições experimentais em paredes molhantes e não molhantes, mostrando a importância de considerar esses efeitos para medições precisas.[7]

### Comparações com outros métodos
- Método da Gota Giratória: Comparações entre o método do anel de Du Noüy e o método da gota giratória em sistemas óleo vegetal-óleo de silicone mostraram que ambos os métodos podem medir a tensão interfacial com alta precisão, com valores de tensão interfacial variando de 2.1 a 2.8 mN/m para o método do anel e de 1.0 a 2.7 mN/m para o método da gota giratória.[8]
- Tensiometria de Gota Giratória e Anel em Fluorocarbonos: Em sistemas de fluorocarbono-água, o método do anel de Du Noüy é mais apropriado devido às propriedades materiais do sistema, apesar de ser invasivo. A comparação com a tensiometria de gota giratória mostrou resultados quase idênticos, validando a metodologia invasiva para esses sistemas.[9]